# Луйтла-Дуймун
Луйтла-Дуймун (фар. Lítla Dímun, дан. Lítla Dímun) — найменший і єдиний безлюдний з 18 основних Фарерських островів. Площа — 0,82 км². Найвища точка — гора Раван висотою 414 метрів. 
Назва «Дуймун», імовірно, походить з кельтської мови й означає «два пагорби». Йдеться про дві гори на сусідніх островах Великий і Малий Дуймун. Рослинність острова — найбідніша на Фарерських островах: налічує всього вісім видів рослин.